# سلطه جهانی
سلطهٔ جهانی (انگلیسی: World domination) یک ایدئولوژی نظام سلطه یا به تعبیری ساختار قدرت فرضی است که در آن یک مرجع سیاسی واحد بر تمام یا تقریباً همه ساکنان سیاره زمین اعمال قدرت می‌کند که البته این یک تئوری است. افراد یا رژیم‌های مختلف در طول تاریخ برای رسیدن به سلطه جهانی تلاش کرده‌اند، بدون اینکه هرگز به این هدف برسند. این مضمون اغلب در ادبیات داستانی، به ویژه داستان‌های سیاسی و همچنین تئوری‌های توطئه به چشم می‌خورد که ممکن است بیانگر آن باشد که برخی از افراد یا گروه‌ها قبلاً مخفیانه به این هدف رسیده‌اند، به ویژه کسانی که از توسعه نظم نوین جهانی (تئوری توطئه) می‌ترسند که شامل حکومت جهانی با ماهیت تمامیت‌خواهی است.

## پیشینه
اولین ادعاکننده سارگون بزرگ بنیانگذار امپراتوری اکد بود که عنوان‌های پادشاه کائنات و شاه چهارگوشه جهان را برای خود برگزید.
به نظر می‌رسد هخامنشیان تنها حکومتی بودند که بر کل جهان آن روزگار مسلط شدند . 
که پیش از آنها حکومت های اکد و آشور نو تا حدی به این سلطه رسیده بودند اما باز هم تمام جهان متمدن را مطیع خویش نکرده بودند